# Hasna
Hasna (arabisch: حسناء) ist ein weiblicher Vorname.

## Herkunft und Bedeutung
Der arabische Vorname bedeutet Schönheit/Anmut.

## Bekannte Namensträgerinnen
- Hasna (Sklavin), Sklavin und Konkubine
- Hasna Aït Boulahcen (1989–2015), französisch-marokkanische Cousine des belgischen islamistischen Terroristen Abdelhamid Abaaoud
- Hasna Begum (1935–2020), bangladeschische Philosophin und Feministin
- Hasna Benhassi (* 1978), marokkanische Mittelstreckenläuferin
- Hasna Mohamed Dato (* 1959), dschibutische Politikerin